# Jacó Rays Fútbol Club
Jacó Rays FC fue un club de fútbol costarricense, con sede en la ciudad de Jacó, en el cantón de Garabito Puntarenas. 
Fue fundado en el año 2010 y desapareció formalmente para el Torneo de Calusura de Segunda División de 2017, al vender su franquicia de participación al Fútbol Consultants Desamparados.

## Historia
Fue fundado en 2010 por un inversionista de origen estadounidense llamado Patrick Vincent Hundley, radicado en la zona de Jacó desde hacía varios años. Hundley adquirió la franquicia del equipo de AD Naranjeña y participó en la Segunda División de Costa Rica por 13 torneos cortos.
En el año 2013, el equipo firmó un convenio de patrocinio y préstamo de jugadores con el Club Sport Herediano de la Primera División. Dicho convenio se mantuvo por dos años, y fue cancelado debido a la escasa rentabilidad que tuvo para el equipo florense. 
El 19 de febrero de 2014, el propietario Hundley fue arrestado por la Fiscalía de Puntarenas involucrado en una estafa de $7,000,000 dólares a cinco inversionistas extranjeros. Este hecho, fue el inicio de los problemas económicos del equipo ante la falta de inversionistas y patrocinadores de más peso.
A mediados de 2014, Jacó Rays fue invitado a participar en el Torneo de Copa Popular 2014, junto con otros equipos de Primera y Segunda División, siendo eliminado en la fase de grupos. 
Desde inicios del año 2017, la mala situación económica del club resultó insostenible, así que su propietario decidió vender la franquicia a un nuevo equipo participante en la segunda categoría, el Fútbol Consultants Moravia, patrocinado por una empresa homónima que entrena futbolistas. La última participación del equipo fue hasta el Clausura 2017.

## Estadio
El estadio del club fue el  Municipal de Garabito. Posee capacidad para 3000 espectadores.

## Uniforme
- Uniforme titular: Camiseta azul con detalles en celeste, pantalón azul y medias azules.

- Uniforme alternativo: Camiseta blanca con detalles en celeste, pantalón blanco y medias blancas.

## Enlacer externos
- soccerway.com
- ceroacero.es
- futbolencostarica.com
- facebook.com (enlace roto disponible en Internet Archive; véase el historial, la primera versión y la última).

- Datos: Q5924700